# Соотношения Максвелла (термодинамика)

Соотношения Максвелла (1871)

Соотношения Максвелла (термодинамические уравнения Максвелла) — тождественные соотношения между производными термодинамических величин. Являются следствием математического тождества — равенства смешанных производных термодинамического потенциала.
Соотношения используются при выполнении математических выкладок с целью преобразования термодинамических формул. Они существенно расширяют аппарат термодинамики, так как позволяют выразить трудноизмеримые или вообще не допускающие прямое измерение термодинамические величины (как, например, энтропия или химический потенциал) через экспериментально измеримые.
Введены в термодинамику в 1871 году Джеймсом Клерком Максвеллом и носят его имя.

## История вопроса

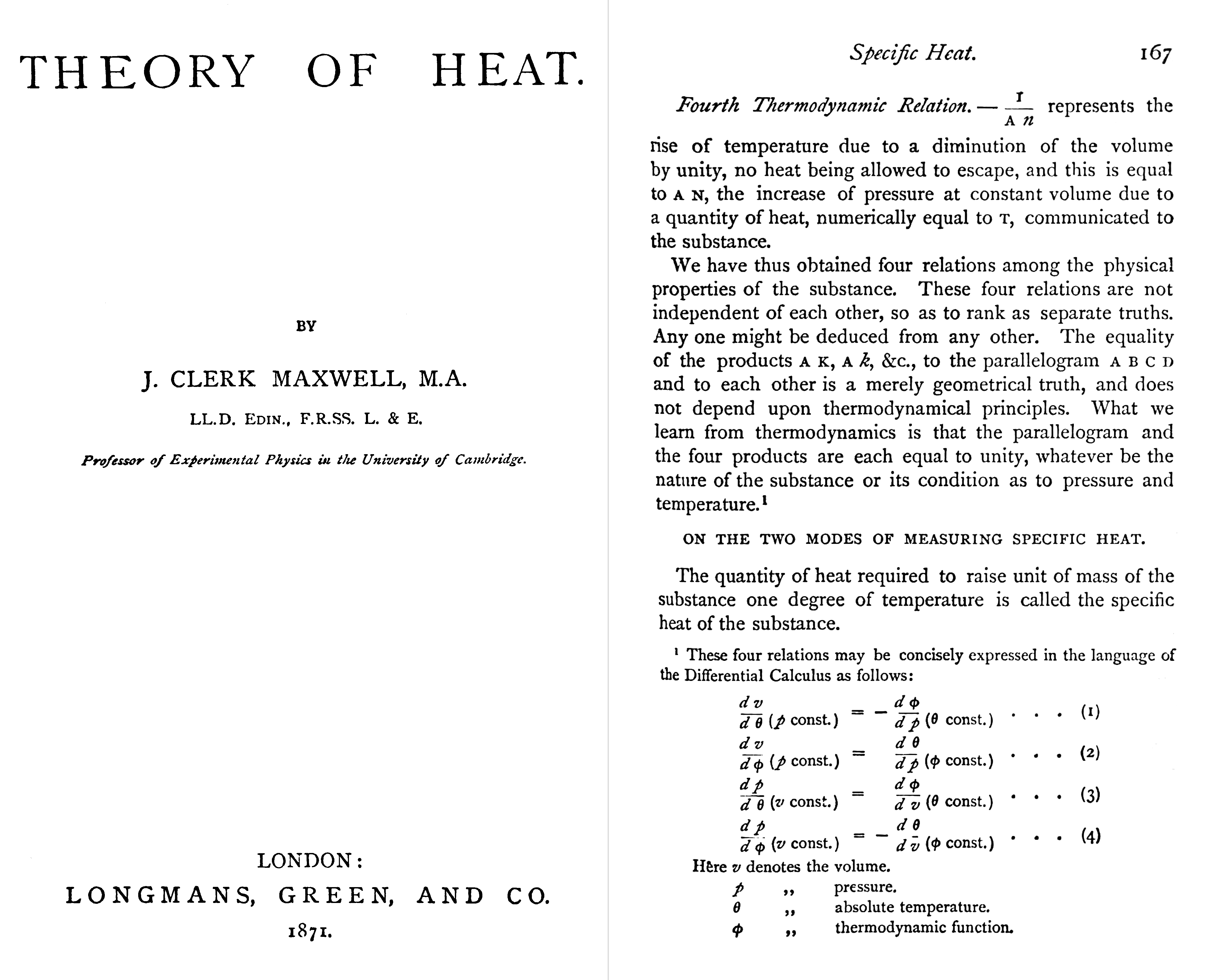
Первая публикация соотношений Максвелла

До поступления на работу в Кавендишскую лабораторию в 1871 году Максвелл уделял много внимания написанию монографий по кинетической теории газов и по электричеству. В частности, он закончил свой учебник «Теория теплоты» (Theory of Heat), изданный в 1871 году и несколько раз переиздававшийся ещё при жизни автора. Большая часть этой книги была посвящена феноменологическому рассмотрению тепловых явлений. В главе 7 этой книги Максвелл рассмотрел элементарный цикл Карно и, вычисляя из геометрических соображений его площадь на термодинамической диаграмме, получил четыре соотношения между термодинамическими величинами, называемые соотношениями Максвелла.
В последние годы жизни Максвелл уделял много внимания работам Дж. Уилларда Гиббса и взял на вооружение его методы при подготовке переизданий «Теории теплоты», а также всячески пропагандировал их в статьях и выступлениях. На их основе он уточнил используемое им в книге определение энтропии, понятие которой при первой публикации соотношений Максвелла даже не использовалось при их формулировании.

## Вывод соотношений Максвелла
Соотношения Максвелла выводятся из равенства смешанных производных от термодинамических потенциалов. Для любого термодинамического потенциала {\displaystyle f}, рассматриваемого как функция независимых переменных {\displaystyle x} и {\displaystyle y,} справедливо соотношение:
{\displaystyle {\frac {\partial }{\partial y}}\left({\frac {\partial f}{\partial x}}\right)_{y}={\frac {\partial }{\partial x}}\left({\frac {\partial f}{\partial y}}\right)_{x}.\qquad \qquad (*)}
Внизу справа у частных производных, как это принято в термодинамике, указаны переменные, которые при вычислении производной считают постоянными. Причиной введения такого обозначения является то, что в термодинамике для одной и той же функции используют различные наборы независимых переменных, которые, во избежание неопределённости, приходится перечислять.
Примером термодинамического потенциала может служить внутренняя энергия {\displaystyle U}. Запишем выражение для её дифференциала:
{\displaystyle dU=TdS-PdV,}
где {\displaystyle T} — термодинамическая температура, {\displaystyle S} — энтропия, {\displaystyle P} — давление и {\displaystyle V} — объём. Выражение является полным дифференциалом относительно независимых переменных {\displaystyle S,\,V:}
{\displaystyle dU=\left({\frac {\partial U}{\partial S}}\right)_{V}dS+\left({\frac {\partial U}{\partial V}}\right)_{S}dV,}
что позволяет получить производные внутренней энергии:
{\displaystyle \left({\frac {\partial U}{\partial S}}\right)_{V}=T,\qquad \left({\frac {\partial U}{\partial V}}\right)_{S}=-P.}
Из уравнения (*) при {\displaystyle f=U,\,x=S,\,y=V}:
{\displaystyle {\frac {\partial }{\partial V}}\left({\frac {\partial U}{\partial S}}\right)_{V}={\frac {\partial }{\partial S}}\left({\frac {\partial U}{\partial V}}\right)_{S}}
следует первое соотношение Максвелла для смешанных производных внутренней энергии:
{\displaystyle \left({\frac {\partial T}{\partial V}}\right)_{S}=-\left({\frac {\partial P}{\partial S}}\right)_{V}.}
Используя выражение для производной обратной функции,
{\displaystyle \left({\frac {\partial y}{\partial x}}\right)_{z}=1\left/\left({\frac {\partial x}{\partial y}}\right)_{z}\right.,}
первое соотношение Максвелла можно привести к следующему виду:
{\displaystyle \left({\frac {\partial V}{\partial T}}\right)_{S}=-\left({\frac {\partial S}{\partial P}}\right)_{V}.}
Далее из выражения {\displaystyle dF=-SdT-PdV} для дифференциала свободной энергии Гельмгольца {\displaystyle F=U-TS}
следуют выражения для её производных первого порядка:
{\displaystyle \left({\frac {\partial F}{\partial T}}\right)_{V}=-S,\qquad \left({\frac {\partial F}{\partial V}}\right)_{T}=-P\qquad \qquad (F1)}
и второе соотношение Максвелла для смешанных производных свободной энергии:
{\displaystyle \left({\frac {\partial S}{\partial V}}\right)_{T}=\left({\frac {\partial P}{\partial T}}\right)_{V},\qquad \left({\frac {\partial V}{\partial S}}\right)_{T}=\left({\frac {\partial T}{\partial P}}\right)_{V}.\qquad \qquad (F2)}
Аналогичным образом из выражения {\displaystyle dH=TdS+VdP} для дифференциала энтальпии {\displaystyle H=U+PV} могут быть получены производные энтальпии:
{\displaystyle \left({\frac {\partial H}{\partial S}}\right)_{P}=T,\qquad \left({\frac {\partial H}{\partial P}}\right)_{S}=V}
и третье соотношение Максвелла для смешанных производных энтальпии:
{\displaystyle \left({\frac {\partial T}{\partial P}}\right)_{S}=\left({\frac {\partial V}{\partial S}}\right)_{P},\qquad \left({\frac {\partial P}{\partial T}}\right)_{S}=\left({\frac {\partial S}{\partial V}}\right)_{P}.}
Наконец, из выражения {\displaystyle dG=-SdT+VdP} для дифференциала энергии Гиббса {\displaystyle G=U-TS+PV} выводятся производные энергии Гиббса:
{\displaystyle \left({\frac {\partial G}{\partial T}}\right)_{P}=-S,\qquad \left({\frac {\partial G}{\partial P}}\right)_{T}=V\qquad \qquad (G1)}
и четвёртое соотношение Максвелла для смешанных производных энергии Гиббса:
{\displaystyle \left({\frac {\partial S}{\partial P}}\right)_{T}=-\left({\frac {\partial V}{\partial T}}\right)_{P},\qquad \left({\frac {\partial P}{\partial S}}\right)_{T}=-\left({\frac {\partial T}{\partial V}}\right)_{P}.\qquad \qquad (G2)}
Ещё два соотношения, хотя и отсутствуют в книге Максвелла, в современной литературе могут называться соотношениями Максвелла:
{\displaystyle \left({\frac {\partial T}{\partial P}}\right)_{V}\left({\frac {\partial S}{\partial V}}\right)_{P}}{\displaystyle -\left({\frac {\partial T}{\partial V}}\right)_{P}\left({\frac {\partial S}{\partial P}}\right)_{V}=1,\qquad \qquad (M5)}
{\displaystyle \left({\frac {\partial P}{\partial T}}\right)_{S}\left({\frac {\partial V}{\partial S}}\right)_{T}-\left({\frac {\partial P}{\partial S}}\right)_{T}\left({\frac {\partial V}{\partial T}}\right)_{S}=1.\qquad \qquad (M6)}

### Запись через якобианы и вывод соотношений (M5—6)

Уравнения Максвелла из книги.

Для краткой и элегантной записи термодинамических формул, в том числе соотношений Максвелла, используют якобианы. Вот как выглядит первое соотношение Максвелла, выраженное через якобианы:
{\displaystyle {\frac {D(T,S)}{D(V,S)}}={\frac {D(P,V)}{D(V,S)}}\qquad \qquad (J)}
Если умножить обе части уравнения (J) на {\displaystyle {\frac {D(V,S)}{D(P,V)}}} и использовать правила преобразования якобианов, получается тождество:
{\displaystyle {\frac {D(T,S)}{D(P,V)}}=1,}
которое представляет собой соотношение Максвелла (M5), записанное через якобианы. Если же домножить обе части уравнения (J) на {\displaystyle {\frac {D(V,S)}{D(T,S)}}}, получается тождество:
{\displaystyle {\frac {D(P,V)}{D(T,S)}}=1,}
которое представляет собой соотношение Максвелла (M6).

## Примеры использования соотношений Максвелла
С помощью соотношений Максвелла выводятся практически важные уравнения, интегрированием которых можно вычислить энтропию любого состояния по экспериментальным данным. Они получаются из выражений для полного дифференциала энтропии как функции независимых переменных {\displaystyle T,\,V} или {\displaystyle T,\,P}:
{\displaystyle dS=\left({\frac {\partial S}{\partial T}}\right)_{V}dT+\left({\frac {\partial S}{\partial V}}\right)_{T}dV,\qquad \qquad dS=\left({\frac {\partial S}{\partial T}}\right)_{P}dT+\left({\frac {\partial S}{\partial P}}\right)_{T}dP.}
Температурная производная энтропии выражается через (измеримую) теплоёмкость при постоянном объёме {\displaystyle C_{V}\equiv \left({\frac {\partial U}{\partial T}}\right)_{V}=T\left({\frac {\partial S}{\partial T}}\right)_{V}} или при постоянном давлении {\displaystyle C_{P}\equiv \left({\frac {\partial H}{\partial T}}\right)_{P}=T\left({\frac {\partial S}{\partial T}}\right)_{P}}. Производная энтропии по объёму выражается с помощью второго соотношения Максвелла (F2), а производная по давлению — с помощью четвёртого соотношения Максвелла (G2), что даёт искомые уравнения для определения энтропии:
{\displaystyle dS={\frac {C_{V}}{T}}dT+\left({\frac {\partial P}{\partial T}}\right)_{V}dV,\qquad \qquad dS={\frac {C_{P}}{T}}dT-\left({\frac {\partial V}{\partial T}}\right)_{P}dP.}
Подстановка первого из этих уравнений в выражение для дифференциала внутренней энергии позволяет определить зависимость последней от температуры и объёма:
{\displaystyle dU=C_{V}dT+\left({\frac {\partial U}{\partial V}}\right)_{T}dV,\quad } где {\displaystyle \quad \left({\frac {\partial U}{\partial V}}\right)_{T}=T\left({\frac {\partial P}{\partial T}}\right)_{V}-P,}
Для идеального газа при постоянном объёме давление пропорционально температуре (закон Шарля), так что {\displaystyle \left({\partial P}/{\partial T}\right)_{V}={P}/T}, и полученное выражение для {\displaystyle (\partial U/\partial V)_{T}} обращается в ноль. Отсюда вытекает закон Джоуля — независимость внутренней энергии газа от объёма, а также связь между теплоёмкостями {\displaystyle C_{V}} и {\displaystyle C_{P}}:
Применение уже использованного выше выражения для дифференциала внутренней энергии {\displaystyle dU=TdS-PdV} к изобарному процессу (при постоянном давлении), для которого, с учётом приведённых определений теплоёмкостей, 
{\displaystyle dU=\left[\left({\frac {\partial U}{\partial T}}\right)_{V}+\left({\frac {\partial U}{\partial V}}\right)_{T}\left({\frac {\partial V}{\partial T}}\right)_{P}\right]dT=\left[C_{V}+\left({\frac {\partial U}{\partial V}}\right)_{T}\left({\frac {\partial V}{\partial T}}\right)_{P}\right]dT,}
{\displaystyle TdS=T\left({\frac {\partial S}{\partial T}}\right)_{P}dT=C_{P}dT} и {\displaystyle PdV=P\left({\frac {\partial V}{\partial T}}\right)_{P}dT,}
даёт:
{\displaystyle C_{P}dT=TdS=dU+PdV=\left[C_{V}+\left({\frac {\partial U}{\partial V}}\right)_{T}\left({\frac {\partial V}{\partial T}}\right)_{P}\right]dT+P\left({\frac {\partial V}{\partial T}}\right)_{P}dT,}
откуда для разности теплоёмкостей получается следующее выражение:
{\displaystyle C_{P}-C_{V}=\left[\left({\frac {\partial U}{\partial V}}\right)_{T}+P\right]\left({\frac {\partial V}{\partial T}}\right)_{P}=T\left({\frac {\partial P}{\partial T}}\right)_{V}\left({\frac {\partial V}{\partial T}}\right)_{P},}
из которого с помощью уравнения состояния идеального газа можно получить соотношение Майера.
Аналогичным образом можно получить выражение для дифференциала энтальпии в переменных T, P:
{\displaystyle dH=C_{P}dT+\left[V-T\left({\frac {\partial V}{\partial T}}\right)_{P}\right]dP.}
Отсюда следует выражение для коэффициента Джоуля — Томсона, которое связывает дифференциалы температуры и давления в процессе Джоуля — Томсона, проходящем при сохранении энтальпии ({\displaystyle dH=0}).

## Соотношения Максвелла для сложных термодинамических систем
Состояние более сложных термодинамических систем характеризуется более чем двумя параметрами, а с ростом числа последних возрастает и число термодинамических тождеств, которые можно вывести из равенства смешанных производных термодинамического потенциала. Например, для открытой однокомпонентной системы с переменным числом частиц {\displaystyle N} из выражения для дифференциала энергии Гиббса
{\displaystyle dG=-SdT+VdP+\mu dN,}
где {\displaystyle \mu } — химический потенциал, а также из равенства смешанных производных энергии Гиббса следуют тождества:
{\displaystyle -\left({\frac {\partial S}{\partial N}}\right)_{T,P}=\left({\frac {\partial \mu }{\partial T}}\right)_{P,N},\qquad \left({\frac {\partial V}{\partial N}}\right)_{T,P}=\left({\frac {\partial \mu }{\partial P}}\right)_{T,N}.}
Некоторые авторы называют «соотношениями Максвелла» любые тождества для термодинамических производных, которые можно записать в виде равенства смешанных производных от некоторого потенциала по какой-то паре переменных. Такие соотношения важны для сложных систем, в которых в термодинамическую работу, помимо работы сжатия/расширения {\displaystyle -PdV}, входят другие виды работы. Для таких систем первое начало термодинамики, а значит и выражение для дифференциала внутренней энергии, включает вклад от термодинамической работы в виде:
{\displaystyle dU=TdS-PdV+\sum _{a}{Y_{a}dX_{a}},\qquad dF=-SdT-PdV+\sum _{a}{Y_{a}dX_{a}}.}
где {\displaystyle X_{a}} — обобщённые термодинамические координаты (аналогичные объёму), а {\displaystyle Y_{a}} — обобщённые термодинамические силы, индекс a нумерует пары сила — координата. Из равенств смешанных частных производных вытекают следующие «соотношения Максвелла»:
{\displaystyle \left({\frac {\partial T}{\partial X_{a}}}\right)_{S,V,X_{b\neq a}}=\left({\frac {\partial Y_{a}}{\partial S}}\right)_{V,X},\qquad -\left({\frac {\partial S}{\partial X_{a}}}\right)_{T,V,X_{b\neq a}}=\left({\frac {\partial Y_{a}}{\partial T}}\right)_{V,X},}
и ещё шесть выражений такого рода можно получить из выражений для {\displaystyle dH,\,dG,} а также для всех четырёх потенциалов вида {\displaystyle U-\sum _{a}{X_{a}Y_{a}},} дифференциал которых вместо дифференциалов координат {\displaystyle dX_{a}} выражен через дифференциалы сил.

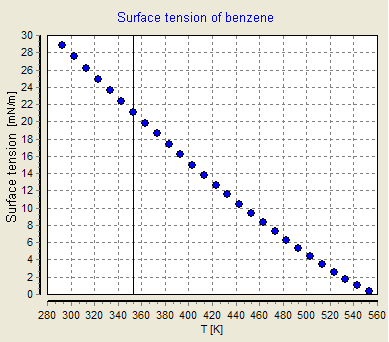
Поверхностное натяжение бензола убывает с температурой

При выборе площади поверхности раздела фаз {\displaystyle X_{1}=\Xi } в качестве обобщённой термодинамической координаты обобщённой силой является поверхностное натяжение {\displaystyle Y_{1}=\sigma }, и второе из приведённых соотношений даёт:
{\displaystyle \left({\frac {\partial S}{\partial \Xi }}\right)_{T,V}=-\left({\frac {\partial \sigma }{\partial T}}\right)_{V,\Xi }} или {\displaystyle \left({\frac {\partial \sigma }{\partial T}}\right)_{V,\Xi }=-{\frac {r}{T}}.} 
Здесь величина {\displaystyle r=T\left(S_{2}-S_{1}\right)/\left(\Xi _{2}-\Xi _{1}\right)} равна отношению энергии {\displaystyle T\left(S_{2}-S_{1}\right)}, поглощаемой при изотермическом приращении площади поверхности от {\displaystyle \Xi _{1}} до {\displaystyle \Xi _{2}}, к изменению площади {\displaystyle \Xi _{2}-\Xi _{1}}. Обычно {\displaystyle r>0}, так что температурная производная поверхностного натяжения отрицательна, и оно убывает с температурой. Пример такой температурной зависимости для бензола приведён на рисунке.
Для растяжения/сжатия упругого стержня под действием внешней силы {\displaystyle \Upsilon } соотношения Максвелла имеют вид:
{\displaystyle \left({\frac {\partial L}{\partial T}}\right)_{S,V}=\left({\frac {\partial S}{\partial \Upsilon }}\right)_{L,V},\qquad \left({\frac {\partial L}{\partial S}}\right)_{T,V}=-\left({\frac {\partial T}{\partial \Upsilon }}\right)_{L,V},}
где длина стержня {\displaystyle L} — обобщённая термодинамическая координата {\displaystyle X_{1}}; сила растяжения/сжатия {\displaystyle \Upsilon } — обобщённая термодинамическая сила {\displaystyle Y_{1}}.
Соотношения Максвелла для векторных величин выводятся при термодинамическом анализе систем в электрическом или магнитном (векторном) поле, при этом существенным образом используются сведения из электродинамики. В частности, в диэлектрике, внутри которого присутствует электрическое поле с напряжённостью {\displaystyle \mathbf {E} }, в термодинамический потенциал системы добавляется энергия поля.
Исходя из вывода теоремы Пойнтинга в статье Уравнения Максвелла#Закон сохранения энергии, изменение плотности энергии электрического поля, {\displaystyle w_{E}}, равно {\displaystyle {\frac {\partial w_{E}}{\partial t}}=\mathbf {E} \cdot {\frac {\partial \mathbf {D} }{\partial t}}}, где {\displaystyle \mathbf {D} } —  электрическая индукция, а точка между (обозначаемыми полужирным шрифтом) векторами обозначает их скалярное произведение. При медленном включении создаваемой внешними электрическими зарядами электрической индукции внутри диэлектрического тела при постоянном объёме (что, в частности, облегчает рассмотрение термодинамического потенциала для единицы объёма, а не для всего тела) дифференциал плотности свободной энергии
{\displaystyle dF=-SdT+\mathbf {E} \cdot d\mathbf {D} }
приводит к соотношению Максвелла следующего вида:
{\displaystyle -\left({\frac {\partial S}{\partial \mathbf {D} }}\right)_{T,V}=\left({\frac {\partial \mathbf {E} }{\partial T}}\right)_{\mathbf {D} ,V}.}
Для линейных сред {\displaystyle \mathbf {D} =\varepsilon \varepsilon _{0}\mathbf {E} }, где {\displaystyle \varepsilon } — диэлектрическая проницаемость среды, {\displaystyle \varepsilon _{0}} — диэлектрическая проницаемость вакуума, поэтому {\displaystyle \left({\frac {\partial \mathbf {E} }{\partial T}}\right)_{\mathbf {D} ,V}=-{\frac {\mathbf {D} }{\varepsilon ^{2}\varepsilon _{0}}}\left({\frac {\partial \varepsilon }{\partial T}}\right)_{\mathbf {D} ,V}}, и соотношение Максвелла принимает вид:
{\displaystyle \left({\frac {\partial S}{\partial \mathbf {D} }}\right)_{T,V}={\frac {\mathbf {D} }{2\varepsilon ^{2}\varepsilon _{0}}}\left({\frac {\partial \varepsilon }{\partial T}}\right)_{\mathbf {D} ,V}.}
Получаемая из соотношения Максвелла формула объясняет так называемый электрокалорический эффект: если диэлектрическая проницаемость среды растёт с температурой, создание внутри среды электрического поля должно сопровождаться подводом тепла в количестве
{\displaystyle T\Delta S={\frac {\varepsilon _{0}\mathbf {E} ^{2}}{2}}T\left({\frac {\partial \varepsilon }{\partial T}}\right)_{\mathbf {D} ,V}}
на единицу объёма, чтобы его температура осталась неизменной. Последнее выражение имеется в книге Л. Д. Ландау и Е. М. Лифшица, хотя оно было ими выведено без использования соотношения Максвелла.
В книге Дж. Хадзопулоса и Дж. Кинана приведены соотношения Максвелла для магнетиков. Вывод из них аналогичен таковому для диэлектриков: «В обратимом адиабатическом процессе изменение магнитного поля в магнитном материале, создаваемое изменением внешнего магнитного момента, сопровождается изменением температуры, если при постоянном внешнем магнитном моменте намагниченность материала изменяется при изменении температуры». Образец соотношений Максвелла для тензорных переменных имеется в книге Д. Бленда.

## Комментарии
1. ↑  В первых изданиях входящая в соотношения величина {\displaystyle \Phi } называлась «термодинамическая функция», и её определение отличалось от используемого также понятия «энтропия». В более поздних изданиях оговаривается, что {\displaystyle \Phi } — термодинамическая функция, или (что то же самое) энтропия.
2. ↑  Ландау и Лифшиц получили это соотношение другим способом. Поверхностное натяжение зависит только от температуры, поэтому дифференциал работы по расширению поверхности {\displaystyle Y_{1}dx_{1}=\sigma d\Xi } можно проинтегрировать для изотермического процесса и получить поверхностную свободную энергию {\displaystyle F_{s}=\sigma \Xi }, затем поверхностную часть энтропии {\displaystyle S_{s}=-\left({\frac {\partial F_{s}}{\partial T}}\right)_{\Xi }=-{\frac {d\sigma }{dT}}\Xi } и поверхностную энергию {\displaystyle U_{s}=F_{s}+TS_{s}=\left(\sigma -T{\frac {d\sigma }{dT}}\right)\Xi }. Количество тепла, поглощающееся при изотермическом приращении площади поверхности от {\displaystyle \Xi _{1}} до  {\displaystyle \Xi _{2}}, равно {\displaystyle Q=T\left(S_{2}-S_{1}\right)=-T{\frac {d\sigma }{dT}}\left(\Xi _{2}-\Xi _{1}\right)}[38], так что изменение поверхностной энергии в согласии с первым началом термодинамики равно сумме тепла {\displaystyle Q} и работы {\displaystyle \sigma \left(\Xi _{2}-\Xi _{1}\right)}. Введение обозначения {\displaystyle r=Q/\left(\Xi _{2}-\Xi _{1}\right)=-T{\frac {d\sigma }{dT}}} даёт уравнение, аналогичное полученному с помощью соотношения Максвелла.